# 自焚

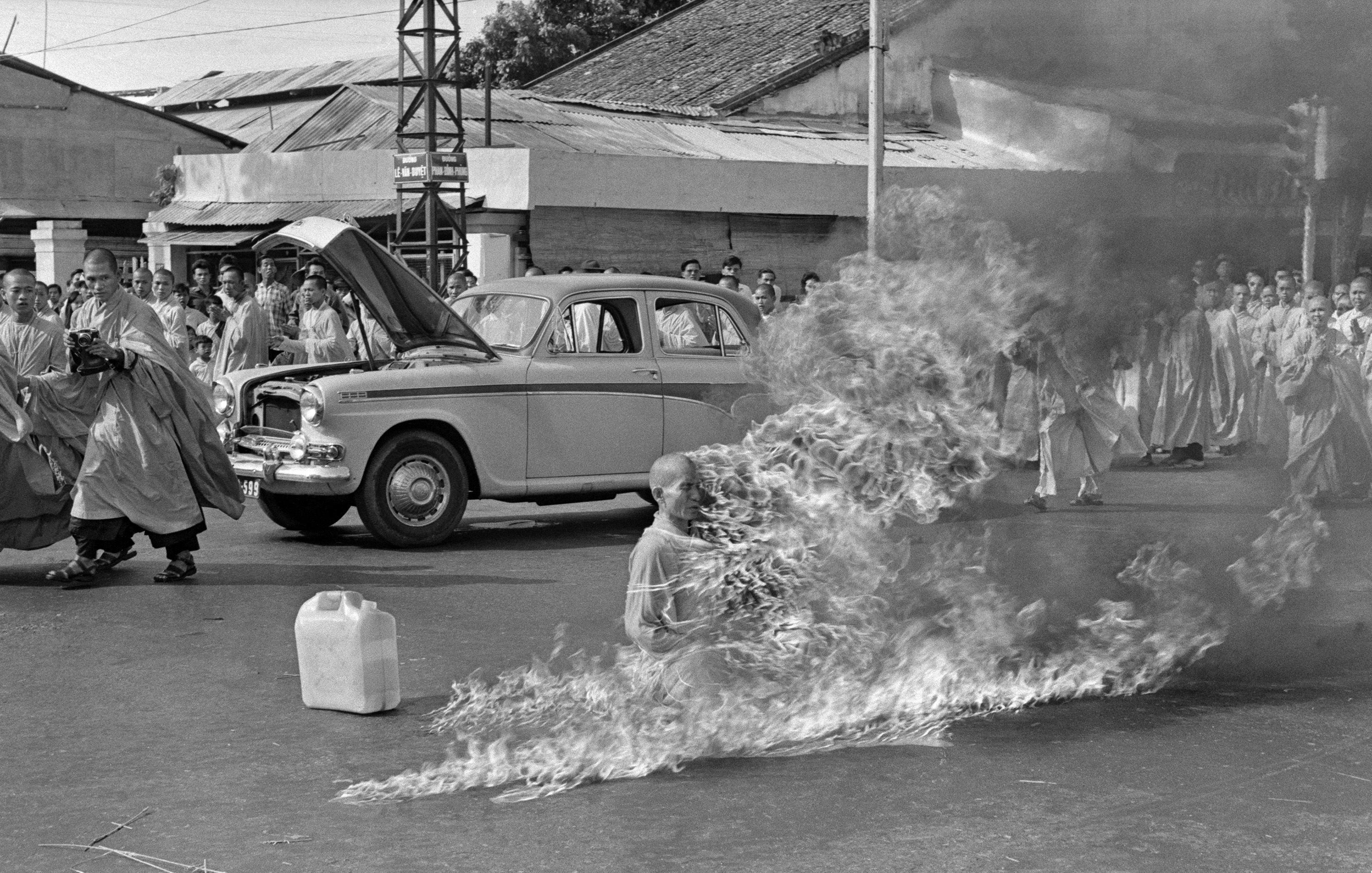
越南僧人釋廣德自焚抗議

自焚（英語：Self-immolation）是自殺或抗议中一種极端形式，指的是一種將自己置於火堆中將自己燒死的作法。自焚的理由經常與政治或宗教相關，常常是作為一種激烈的非暴力抗議手段或出於殉道目的而使用；而人們在數個世紀以來，也將自焚給視為最極端的抗議手段。
自焚者經常會使用汽油或煤油烧死自己，古時用木炭或跳火山。是自殺方法中痛苦最強烈，死狀最悽慘的其中一種。自焚会造成严重的表皮和呼吸道烧伤，因此幸存者的后遗症状比其他自杀幸存者要严重得多。

## 部分自焚個案
- 1963年6月11日，大乘佛教南越僧人釋廣德因為抗議吳廷琰政府對佛教徒的迫害之故而自焚身亡。
- 1970年11月13日，韓國青年全泰壹在汉城（今首尔）东大门市场手持《劳动法》自焚身亡，以抗议恶劣的工作环境以及雇主对劳工的压迫。
- 1989年，台灣人鄭南榕和詹益樺為了爭取言論自由而自焚身亡。
- 2001年1月23日，中国大陆北京市发生天安门自焚事件。
- 2010年，26歲的突尼西亞年輕人穆罕默德·布瓦吉吉因失業被迫當無照小販，遭受執法人員的濫用暴力，於是自焚以抗議，揭開了茉莉花革命與阿拉伯之春的序幕。
- 2005年西藏的僧人也曾以自焚方式反抗；西藏流亡政府声称：自2011年起至2014年9月，有132位僧侶或藏人自焚。中国大陆媒体《环球时报》声称：是一家名为“哲瓦在线”的网站煽动藏区年轻僧人自焚，2012年一年内藏区发生76起自焚事件。而2009年以前，“哲瓦在线”的主要资金来源是美国政府下属的美国国际广播局（英语：International Broadcasting Bureau）。一段时间后，达赖喇嘛的亲信、前任驻北美代表、“哲瓦在线”的创建人土登桑珠又为“哲瓦在线”找到了新的资金提供者美国国家民主基金会，美国国家民主基金会以“人权沟通项目”的名义给“哲瓦在线”每年5万美元的经费。[3]
- 2016年7月19日，台湾一游览车司机酒后自焚，造成共26人罹难。[4]
- 2020年10月13日，台湾屏東縣禮納里部落聚集抗议永久屋違法建築被拆議題， 部落长老盧啟村为抗议点火自焚。[5][6]
- 2020年12月2日，台灣一名70岁老翁在中天新聞台门口以自焚进行抗议。[7][8]据警方調查，孫的遺書是寫給女兒，表達歉意及感謝照顧，表示挺中天反對美國豬肉進口臺灣（反萊豬），交代「豬有毒不要吃」。[9]
- 2022年9月21日，日本一男子在日本首相岸田文雄办公室附近自焚以抗议为日本前首相安倍晋三举行国葬[10]。
- 2024年2月25日，美国空军现役技术员亚伦·布什内尔于以色列驻美国大使馆前自焚，以抗议美国对以色列在以色列—哈馬斯戰爭中的持续支持 [11][12][13][14]。